# Motonieve

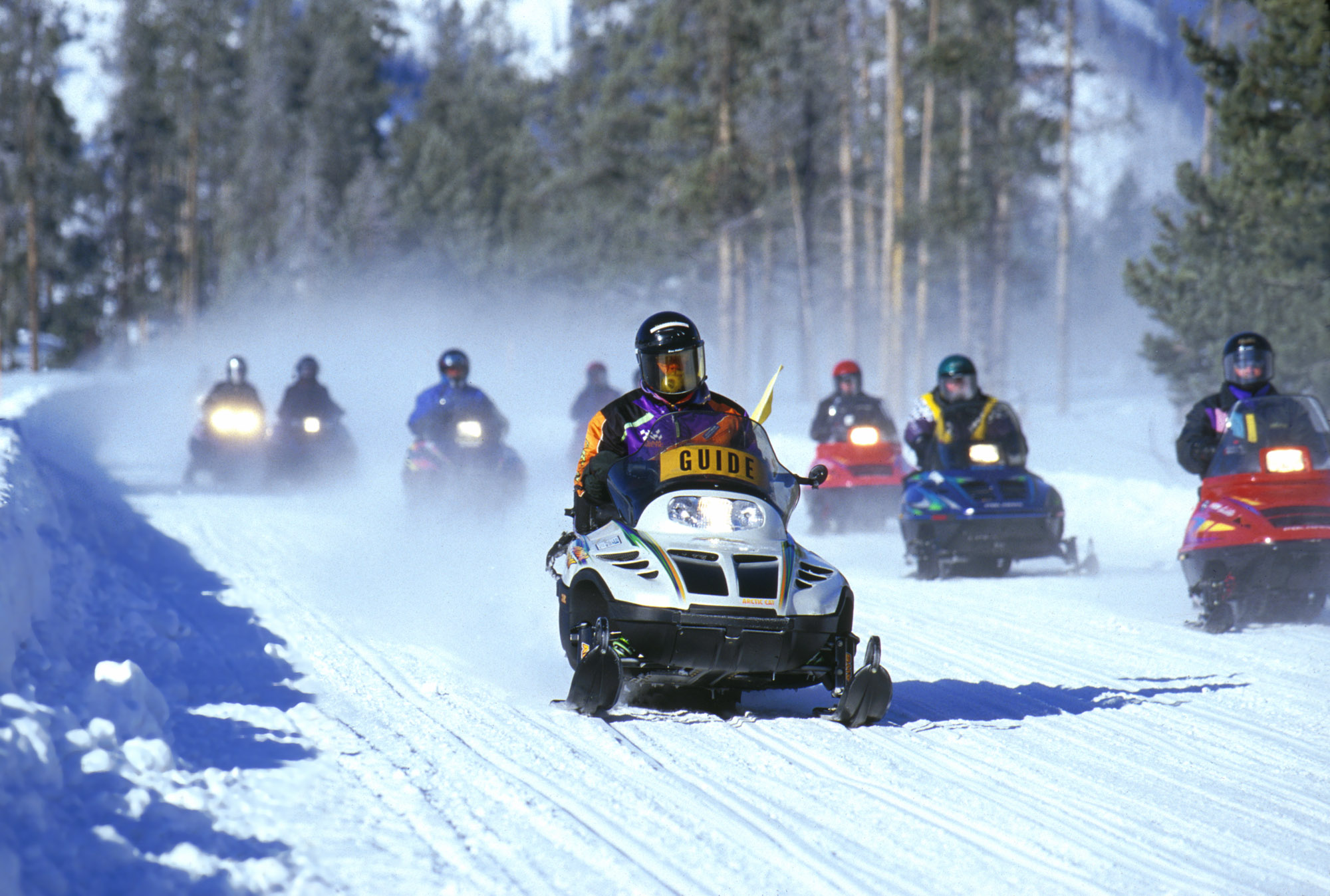
Viajeros en motonieves en el parque nacional de Yellowstone, Estados Unidos.

Una motonieve o moto de nieve es un vehículo terrestre impulsado por una única rueda de tracción a oruga con esquís a los costados para su manejo. Están diseñados para ser operados en nieve o hielo, sin requerir ningún tipo de carretera. La mayoría de las motonieves son impulsadas por un motor de dos tiempos, aunque los motores de ciclo de cuatro tiempos están siendo cada vez más populares. Aunque no están diseñadas para ello, las motonieves pueden incluso ser conducidas por la capa superior del agua si la velocidad es suficientemente alta, como se demuestra en la competencia anual de dragueo en río llevada a cabo en Kautokeino, Noruega.

## Historia

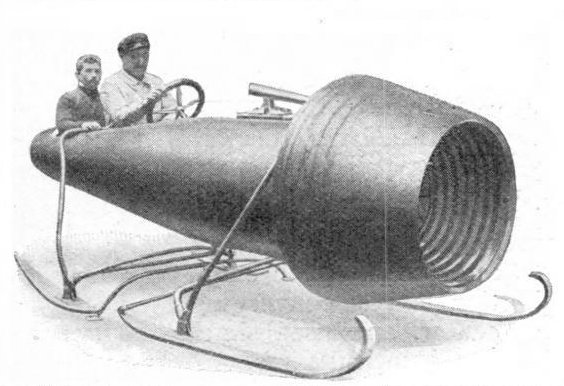
Trineo impulsado por el motor a reacción del avión Coandă-1910.

Las primeras motonieves eran modelos Ford T modificados a los que se les reemplazaba el chasis por esquís. Su uso fue popular durante un tiempo para el envío de correspondencia rural. Sus comienzos apuntan hacia Carl Eliason en Sayner y su primer modelo construido a mano completado en el 1923. Se le concedió la patente en los Estados Unidos en el 1927. Las Industrias Polaris en Rouseau, Estados Unidos, fue la pionera en establecer una cadena de producción comercial de motonieves.

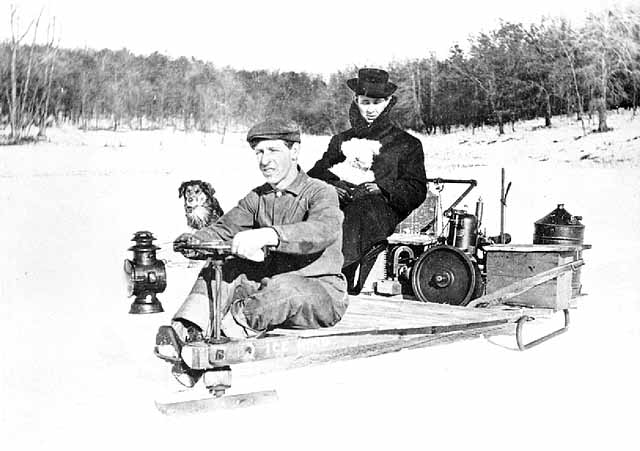
Motonieve casera circulando por un nevado Río Misisipi alrededor de 1910.

Las condiciones de Cercano oeste de los Estados Unidos, donde la nieve es seca y donde tuvo origen la modificación de los modelos T, hacían que este y otro vehículos no fueran operables en áreas donde la nieve era más húmeda como en Quebec, Canadá. Esto llevó a Joseph-Armand Bombardier, de la pequeña ciudad de Valcourt en Quebec, a inventar un sistema de tracción a oruga que permitiera su uso en cualquier tipo de condiciones de nieve. Bombardier ya había construido algunos sistemas de tracción en metal desde 1928, pero su nuevo y revolucionario sistema de tracción (una rueda dentada cubierta de caucho, y una correa de caucho y de algodón que se envuelve alrededor de las ruedas traseras) fue su primer gran invento que llevó a convertirse en un industrial. Comenzó la producción en 1937 de la B-7, una versión cerrada de motonieve capaz de llevar hasta siete pasajeros, y posteriormente otra versión similar con capacidad de hasta doce pasajeros, la que llamó B-12. La B-7 tenía un motor V8 de cabeza plana de la Ford Motor Company. La B-12 tenía una cabeza planta con seis cilindros en línea de las industrias Chrysler. Fueron producidas 2.817 unidades hasta el año 1951. Eran usadas con varias aplicaciones, como ambulancias, vehículos de correo del servicio postal de Canadá, "autobuses escolares" de invierno e incluso como vehículos militares durante la Segunda Guerra Mundial. Aunque Bombardier siempre pensó en una versión más pequeña y liviana de la motonieve, la que no realizaba en un comienzo debido a limitaciones mecánicas.

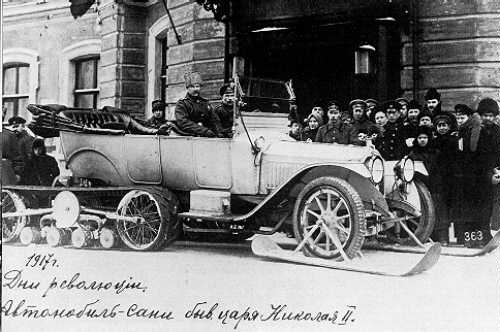
Coche Packard del zar Nicolás II de Rusia con tracción oruga Kégresse para la nieve.

No fue hasta 1959, cuanto los motores se hicieron lo suficientemente pequeños y ligeros, que Bombardier inventó lo que es la motonieve moderna con cabina abierta con capacidad para una o dos personas, la que comenzó a vender con el nombre de "Ski-doo". Bombardier era el líder en la industria para el año 1954 con los Hermanos Edgar y Allen Heteen y un amigo, David Johnson de Roseau, Minnesota. La compañía conocida entonces como Hetteen Hoist & Derrick Co. pasó a ser Industrias Polaris. Posteriormente dio origen la competencia, que copió y mejoró su diseño. En los años 1970 ya había cientos de manufactureros de motonieves. De 1970 a 1973 se vendieron cerca de dos millones de vehículos. Muchas de las compañías de motonieves eran pequeñas y las más grandes eran comúnmente fabricantes de motocicletas y motores de botes que intentaban expandirse a un nuevo mercado. Muchas de estas compañías se fueron a la quiebra durante la crisis de gasolina del 1973 y la posterior recesión, o fueron compradas por las compañías más grandes. Las ventas llegaron a su pico de 260,000 en el 1997 y fueron gradualmente decreciendo, influenciada por los calentamientos los inviernos más calientes y el uso durante las cuatro temporadas de vehículos todo terreno de uno o dos pasajeros. Bombardier Recreational Products, una subdivisión de la primera compañía Bombardier, aun continua fabricando motonieves, motores para botes, motoras de agua, y vehículos quad. El mercado de motonieves ahora está dividido entre cuatro grandes fabricantes: Ski Doo, Arctic Cat, Yamaha, y Polaris. Las motonieves moderenas pueden conseguir velocidades de hasta 193 km/h (120mph). (Las motonieves de carrera pueden llegar a los 241 km/h (150mph)).
Las motonieves son ampliamente utilizadas en territorios árticos como vehículo de viaje. Sin embargo, las pequeñas poblaciones de las zonas árticas las hace un mercado pequeño. La mayor parte de la producción anual de motonieves es vendida con propósitos recreativos, especialmente en Norteamérica en lugares donde la nieve permanece estable durante los meses de invierno. El número de motonieves en Europa y otras partes del mundo es relativamente bajo, aunque se mantienen creciendo en popularidad.

### Impacto ambiental

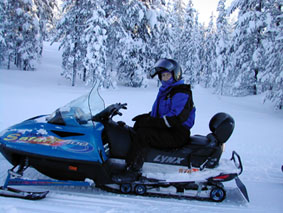
Motonieve con un solo conductor.

El impacto ambiental de las motonieves ha sido un tema de continuo debate. La mayoría de las motonieves son impulsadas por motores de dos tiempos, e incluso Yamaha utiliza motores de cuatro tiempos desde el 2003. En la última década muchos fabricantes han experimentado con motores menos contaminantes, y han lanzado algunos de estos al mercado. Yamaha y Arctic-Cat fueron los primeros en producir de forma masiva los modelos con motores de cuatro tiempos, que reducen significativamente los gases contaminantes en comparación con los antiguos motores de dos tiempos. Los motores SDI de dos tiempos de la compañía Bombardier emiten 60 por ciento menos contaminantes que la antigua versión con carburador de dos tiempos. Polaris está utilizando la tecnología de inyección de combustible llamada "Cleanfire Injection" en su versión de dos tiempos. La industria está también trabajando en una versión de inyección directa que actualmente es una mejora a la versión con carburador del motor de cuatro tiempos en términos de emisiones de NOx. El modelo Ski-Doo es la única motonieve de dos tiempos permitida en el parque nacional de Yellowstone de los Estados Unidos.
El impacto ambiental del uso de motonieves ha llevado a medidas como la tomada el 4 de noviembre de 2004 por Servicio de parques nacionales de los Estados Unidos, limitando el uso de motonieves en el Parque Yellowstone a 720 por día. De igual forma en el parque nacional de Grand Teton, así como en el John D. Rockefeller, Jr., Memorial Parkway, se limitó el uso a 140 motonieves al día. 
En los parques nacionales de los Estados Unidos, el uso de motonieves está limitado a las carreteras que utilizan comúnmente los vehículos durante el verano, o rutas designados.

## Economía

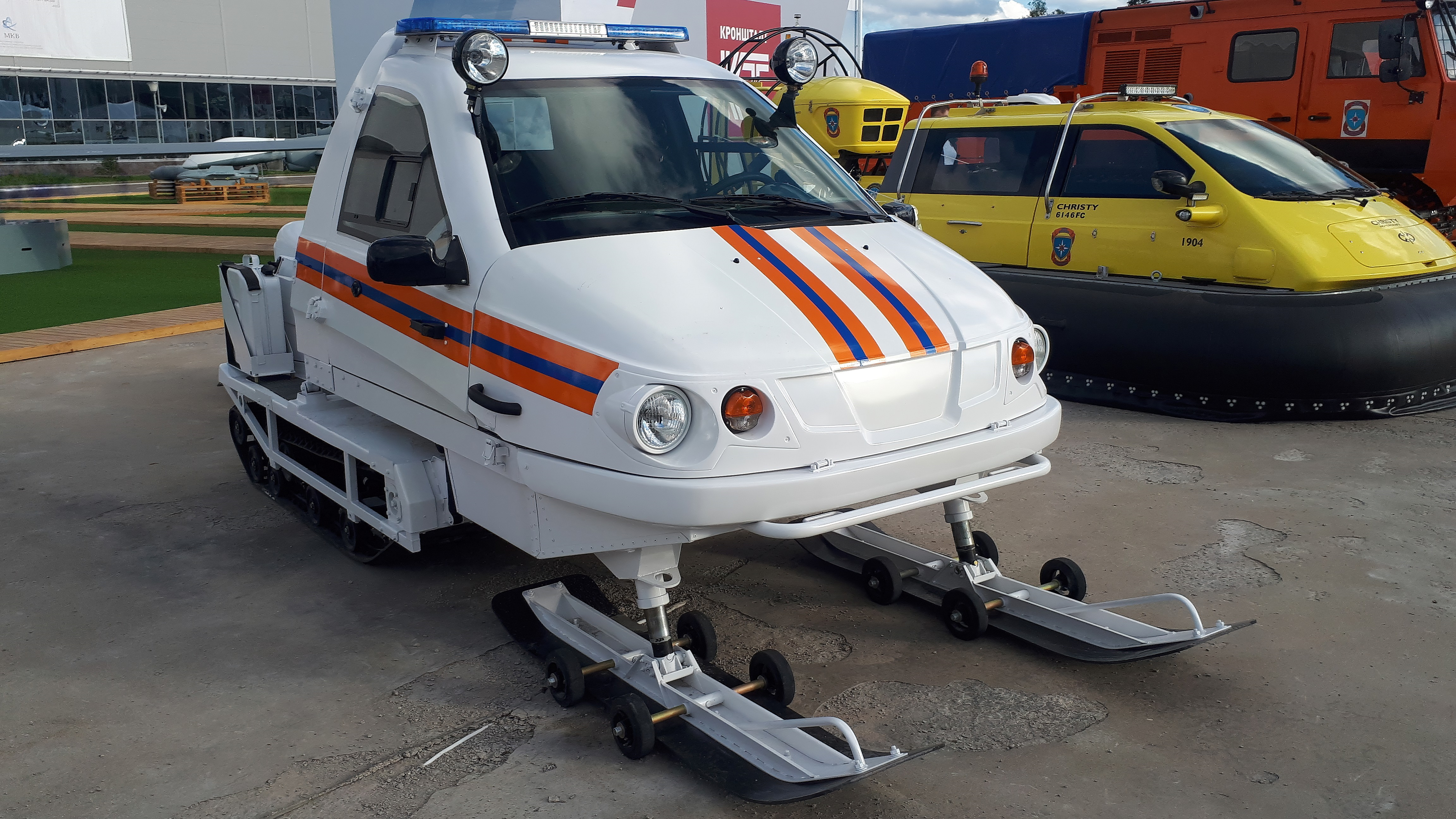
Moto de nieve "Berkut" con cabina climatizada

En Canadá y los Estados Unidos se gastan cerca de 28 mil millones de dólares en motonieves y equipo relacionado con estas cada año. Esto incluye gastos de equipo, vestimenta, accesorios, vacaciones orientadas a excursiones en motonieve, etc.

## Accidentes

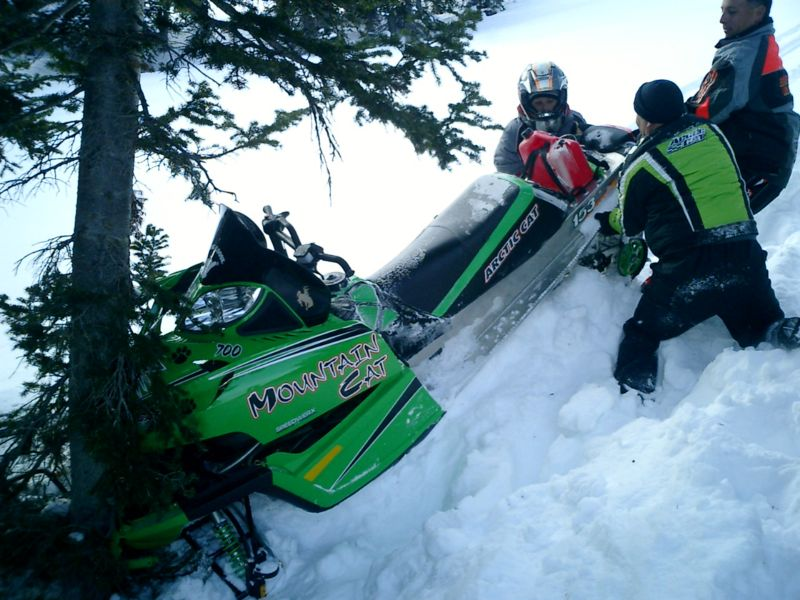
Un modelo M7 destruido en los árboles después de que su conductor perdiera el control.

La pérdida de control en una motonieve puede causar un daño significativo. Esto se debe principalmente a los terrenos donde se suelen conducir este tipo de vehículos, terrenos que no necesariamente son carreteras o rutas designadas. La morbilidad y mortalidad causada por las motonieves es mayor que la causada por el tráfico de vehículos de motor en carretera.
Gente muere cada año al estrellar sus motonieve contra otras motonieves, automóviles, personas, árboles o caídas a través del hielo. Cerca de 10 personas mueren al año en este tipo de accidentes en el estado de Minnesota, sumado a factores como el consumo de alcohol. En Saskatchewan, Canadá, 16 de 21 accidentes en motonieves produjeron muertes entre el 1996 y el  2000 en donde el alcohol fue un factor relacionado.

## Otras clases
Existe una variante de las motonieve, la clase industrial conocida como barredoras de nieve diseñadas para mantenimiento de caminos. Son en general vehículos cerrados que pueden llevar pasajeros o carga. A diferencia de la motonieve recreativa, esta no posee esquís en el frente y además es impulsada por dos poderosos motores diésel o gasolina de 4, 6 u 8 cilindros.

## Eventos

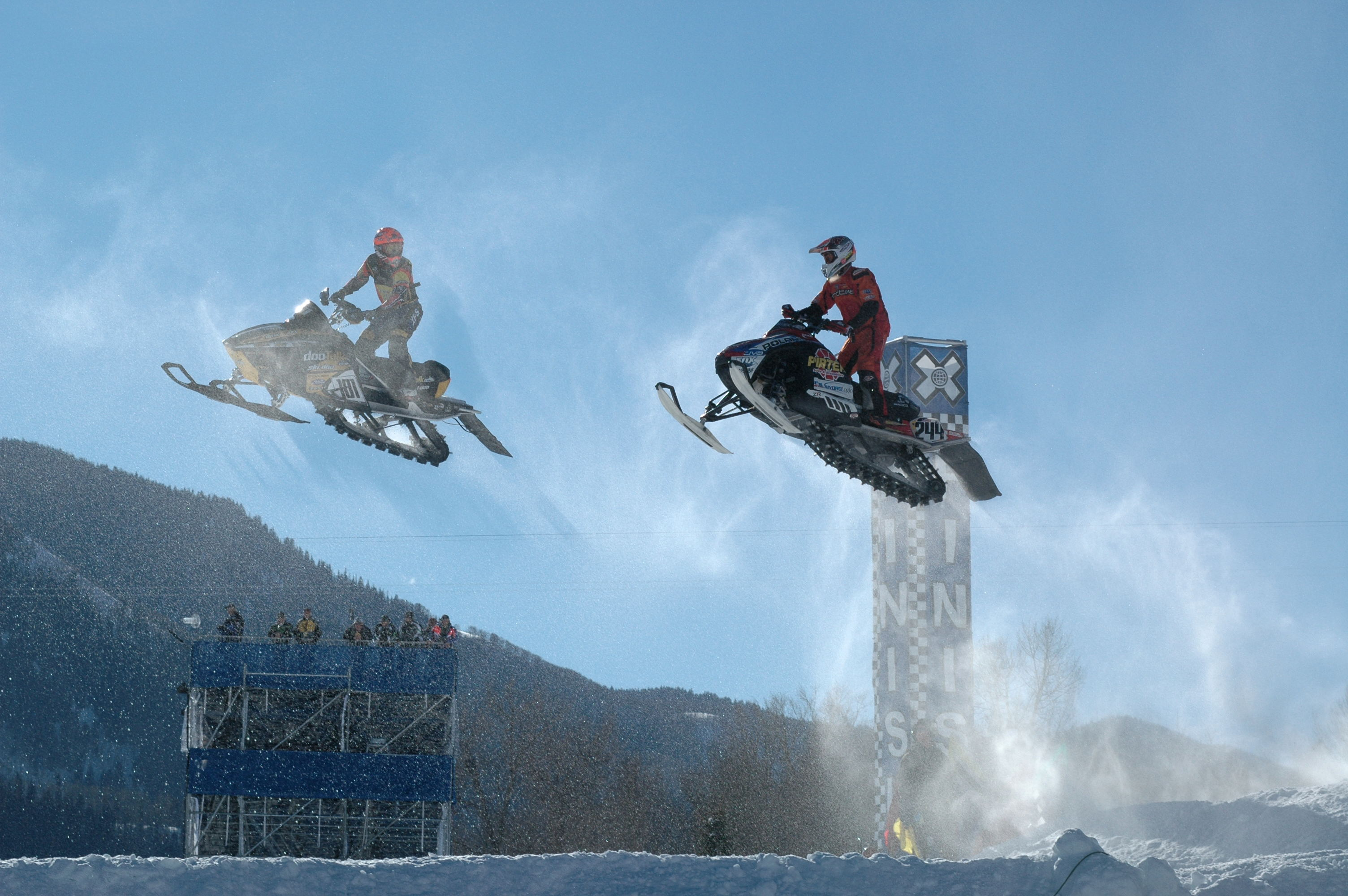
Salto de dos motonieves durante una carrera.

Las carreras sobre hierba se celebran todos los años desde verano hasta otoño, siendo el evento más importante el Hay Days en Lino Lakes. El Hay Days es realizado el primer fin de semana seguido al Día del trabajo. El Campeonato Mundial de cruce de agua en motonieve es llevado a cabo en Grantsburg durante el mes de julio, una carrera en donde se corren motonieves sobre la superficie del agua. También se realiza una carrera conocida como snocross, llevada a cabo en lugares donde normalmente se corre motocross fuera de invierno, estos eventos se practican en Estados Unidos y Canadá. Adicional, existen eventos donde se compite en circuitos de óvalos, siendo el más conocido el Eagle River World Championship Derby, llevado a cabo en Eagle River, Wisconsin.